# Pseudocercospora hoveae
Pseudocercospora hoveae är en svampart som först beskrevs av Syd. & P. Syd., och fick sitt nu gällande namn av K. Schub. & U. Braun 2005. Pseudocercospora hoveae ingår i släktet Pseudocercospora och familjen Mycosphaerellaceae.   Inga underarter finns listade i Catalogue of Life.